# Kim Jong-pil
Dans ce nom coréen, le nom de famille, Kim, précède le nom personnel.
Pour les articles homonymes, voir Kim.
Kim Jong-pil, surnommé JP, né le 7 janvier 1926 et mort le 23 juin 2018, est un homme d'État et militaire sud-coréen. Il a été deux fois Premier ministre de Corée du Sud : de 1971 à 1975, puis de 1998 à 2000.

## Biographie

### Jeunesse
Kim Jong-pil est né dans le district de Buyeo (province de Chungcheong du Sud). En 1949, il est sorti diplômé de l'Académie militaire de Corée (classe n°8). 

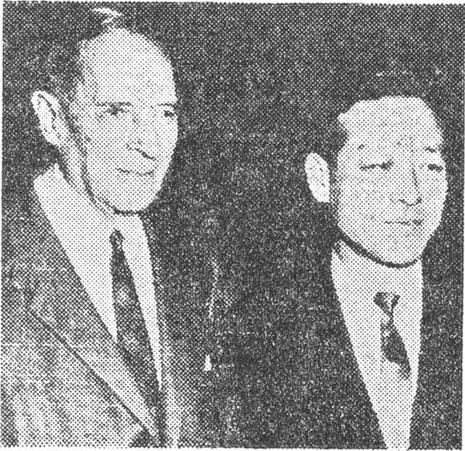
Kim Jong-pil et Douglas MacArthur en 1962.

Il a participé au Coup d'État du 16 mai 1961 du général Park Chung-hee, occupé des postes importants, notamment celui de premier directeur de la KCIA, la principale agence de renseignements sud-coréenne de mai 1961 à janvier 1963 et été le président du Parti démocratique républicain (en) au pouvoir durant les dix-huit années de la présidence Park.

### Activités politiques
Les principales dates de la carrière politique de Kim Jong-pil sont sa fondation en 1963 du Parti démocratique républicain (en) (민주공화당) et ses deux postes de Premier ministre, d'abord de 1971 à 1975, puis de 1998 à 2000.
La simple mention de ces postes rend mal compte de sa maîtrise à naviguer dans les complexités de la politique sud-coréenne. Les spécialistes notent qu'il était un maître dans l'art des politiques de coalition. Ceci ressort de la façon dont il a été capable de resurgir politiquement plus fort après avoir subi divers revers politiques. À titre d'exemple, sa popularité en octobre  1997 se situait entre 2,9 et 4,6 %, ce qui est attribué à son image d'ancien putchiste. Cela était encore aggravé par les problèmes d'image de son parti, associé à de vieux politiciens corrompus.
Grâce à d'habiles manœuvres, Kim Jong-pil a néanmoins été capable de conclure un accord de gouvernement avec le Congrès national pour une nouvelle politique de Kim Dae-Jung, selon lequel il choisissait la moitié des ministres de l'administration de celui-ci. Cet accord comprenait aussi sa nomination au poste de Premier ministre intérimaire en mars 1998, puis de Premier ministre quelques mois plus tard.

### Scoutisme
Kim Jong-pil a été le président de l'Association scoute de Corée (en) jusqu'au 6 juin 1969. En 1967, il a reçu la plus haute distinction de l'Association scoute du Japon, l'Ordre du Faisan doré.

### Famille
Le 15 février 1951, Kim Jong-pil a épousé Park Young-ok, née en 1929 et morte d'un cancer en 2015, à l'âge de 85 ans.

### Retraite
En 2004, Kim Jong-pil a annoncé son retrait de la politique après son échec aux élections législatives de 2004, où il n'a pas réussi à obtenir un dixième mandat à l'Assemblée nationale et où son parti, l'Union démocrate libérale, n'a remporté que 4 sièges. (En 2006, le parti a fusionné avec le Grand parti national).
Il est mort à Séoul le 23 juin 2018 à l'âge de 92 ans.